# William A. Tilden
William Augustus Tilden (15 août 1842 - 11 décembre 1926) est un chimiste britannique. Il découvre que l'isoprène pouvait être fabriqué à partir de térébenthine. Il n'est pas en mesure de transformer cette découverte en un moyen de fabriquer du caoutchouc synthétique commercialement viable.

## Biographie
Éduqué à la Bedford Modern School  Tilden obtient un B Sc en 1868 et un D Sc en 1871, tous deux de l'Université de Londres. De 1872 à 1880, il est professeur principal de sciences au Clifton College de Bristol. De 1880 à 1894, il est professeur de chimie au Mason College (qui devient plus tard l'Université de Birmingham). De 1894 à sa mort, il est au Royal College of Science de Londres, étant professeur de chimie jusqu'en 1909, doyen de 1905 à 1909, puis professeur émérite.

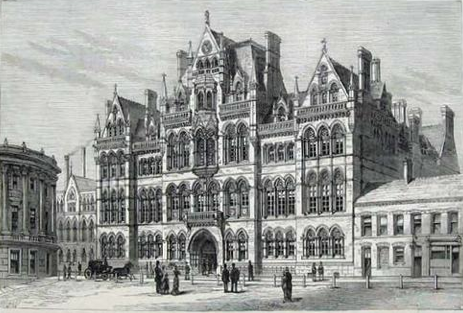
Mason College, maintenant l'Université de Birmingham

Il devient membre de la Royal Society en 1880 et est vice-président de 1904 à 1906. En 1908, il reçoit la médaille Davy de la Société. Il est président de la Chemical Society de 1903 à 1905. Le prix Tilden est nommé en sa mémoire par la Société en 1939 et est décerné chaque année (maintenant par la Royal Society of Chemistry) à trois jeunes membres depuis lors . Il exerce des fonctions dans de nombreuses autres organisations, dont la British Association for the Advancement of Science, l'Institute of Chemistry (rebaptisé Royal Institute of Chemistry en 1885) et la Society of Chemical Industry.
Il publie Famous Chemists: the men and their work (George Routledge and Sons Ltd.) en 1921. Son fils, Philip Armstrong Tilden est un architecte de premier plan.